# Berchemia formosana
Berchemia formosana là một loài thực vật có hoa trong họ Táo. Loài này được Camillo Karl Schneider mô tả khoa học đầu tiên năm 1914.

## Phân bố
Loài bản địa Đài Loan và quần đảo Lưu Cầu (Nhật Bản).